# Clubiona bengalensis
Clubiona bengalensis este o specie de păianjeni din genul Clubiona, familia Clubionidae, descrisă de Biswas, 1984. Conform Catalogue of Life specia Clubiona bengalensis nu are subspecii cunoscute.